# Андрієвичі
Андріє́вичі — село в Україні, у Ємільчинській селищній територіальній громаді Звягельського району Житомирської області. Кількість населення становить 793 особи (2001). У 1923—2017 роках — адміністративний центр однойменної сільської ради.

## Географія
Розміщується за 18 км від смт Ємільчине та 7 км від залізничної станції Рихальське. В селі є ставок з площею водного дзеркала — 7 га.

## Населення
Станом на 1885 рік в селі мешкала 961 особа, налічувалося 93 дворові господарства. Відповідно до результатів перепису населення Російської імперії 1897 року, загальна кількість мешканців села становила 1 326 осіб, з них: православних — 1 242, чоловіків — 653, жінок — 673.
В кінці 19 століття в селі налічувався 91 двір та 1 192 жителі, у 1906 році — 1 789 жителів та 260 дворів, у 1911 році — 1 900 жителів.
Кількість населення, станом на 1923 рік, становила 2 310 осіб, кількість дворів — 340.
Станом на 1972 рік, кількість населення становила 1 400 осіб, дворів — 507.
Відповідно до результатів перепису населення СРСР, кількість населення, станом на 12 січня 1989 року, становила 976 осіб. Станом на 5 грудня 2001 року, відповідно до перепису населення України, кількість мешканців села становила 793 особи.

### Мова
Розподіл населення за рідною мовою за даними перепису 2001 року:
| Мова       | Відсоток |
| ---------- | -------- |
| українська | 98,99 %  |
| російська  | 0,76 %   |
| молдовська | 0,13 %   |

## Історія
Засноване наприкінці XVII століття. Біля села знайдено кам'яні знаряддя бронзової доби та виявлено давньоруський могильник. У 1754 році платило до замку 3 злотих 22 грошів, на міліцію — 14 злотих та 28 грошів.

Андрієвичі на мапі Шуберта Ф. Ф. (1875)

В середині 19 століття — пол. Andrejowicze, село Сербівської волості Новоград-Волинського повіту. Лежало на купецькому тракті з Овруча до Новограда-Волинського. Раніше належало князям Любомирським-Звягельським, у середині XVIII століття — Урбановським, потім Безпальцовим-Вонсовичам, від них, перед 1840 роком, село набули Врочинські. З часом розколонізоване на частини, при цьому більша частина земель належала Вундервальдам. Налічувалося 358 селян, котрим належало 3 007 десятин землі, поміщицьких земель — 1 589.
У 1794 році, на кошти парафіян, збудовано дерев'яну, криту залізом, церкву, на кам'яному фундаменті, з дерев'яною дзвіницею. Народне училище діяло з 6 березня 1883 року. До парафії входили села Непізнаничі — 3 км, Вірівка — 8 км, Верби — 11 км, Мар'янівка — 3 км, і Симони — 3 км. Дворів — 180, парафіян — 1446. Церкві належало 37 десятин землі.
В кінці 19 століття — село Новоград-Волинського (Звягельського) повіту, за 30 верст від Новограда-Волинського.
Станом на 1885 рік — колишнє власницьке село Сербівської волості Новоград-Волинського повіту Волинської губернії. В селі — православна церква, заїзд.
У 1906 році — село Сербівської волості (2-го стану) Новоград-Волинського повіту Волинської губернії. Відстань до повітового центру, м. Новоград-Волинський, становила 30 верст, до волосного центру, с. Серби — 15 верст. Найближче поштово-телеграфне відділення розташовувалося в міст. Емільчин.
У 1911 році в селі були однокласна школа, крамниця, горілчана крамниця, проводилися щомісячні ярмарки.
У 1923 році село увійшло до складу новоствореної Андрієвицької сільської ради, котра 7 березня 1923 року стала частиною новоутвореного Городницького району Житомирської округи; адміністративний центр сільської ради. Відстань до районного центру, містечка Городниця, становила 48 верст. Від липня 1925 року, в складі сільської ради, увійшло до Ємільчинського району Коростенської округи.
Село постраждало від Голодомору 1932—1933 років. Збереглося свідчення Заїки Ольги Харитонівни (нар.1918) — очевидиці тих подій.
В радянські часи під час сталінських репресій проти українського народу (1937—1939 років) 38 мешканців села було репресовано, з яких 15 осіб розстріляно.
На фронтах Другої світової війни воювали 257 селян, з них 160 відзначено урядовими нагородами, 107 загинуло.
В радянські часи в селі розміщувалася центральна садиба колгоспу, котрий мав у підпорядкуванні 2,1 тисяч га угідь, з них — 1,3 тисяч га — рілля. Напрямок господарства — зерно-тваринницький. Була середня школа, клуб, бібліотека, лікарня, амбулаторія, відділення зв'язку та два магазини.
29 березня 2017 року увійшло до складу новоствореної Ємільчинської селищної територіальної громади Ємільчинського району Житомирської області. Від 19 липня 2020 року, разом з громадою, в складі новоствореного Новоград-Волинського району Житомирської області.

## Відомі люди
- Данило Окийченко (1916—2003) — український письменник, перекладач.
- Забокрицька Надія Василівна (нар. 1964) — українська журналістка, головний редактор газети «Голос відродження» (з 2013), член НСЖУ (2001).
- Заїка Ольга Харитонівна (1918—?) — українська радянська діячка, член ЦК КПУ (1960—1961), депутат Верховної Ради УРСР 5—6-го скликань.
- Майданович Тетяна Василівна (нар. 1957) — українська поетеса і прозаїк, літературознавець, мовознавець, богослов, редактор-видавець. Член НСПУ.
- Наумова Лідія Гнатівна (1924—2017) — Герой Соціалістичної Праці.
- Шевчук Василь Якович (нар. 1954) — український політик, міністр охорони навколишнього природного середовища та ядерної безпеки України (1998—2000), міністр екології та природних ресурсів України (2002—2003).
- Шроль Платон Лаврентійович (1927—2019) — радянський передовик промислового виробництва, формувальник ленінградського заводу «Знамя труда», Герой Соціалістичної Праці (1971).